# Notre grande famille
Notre grande famille (Bonusfamiljen) est une série télévisée suédoise en 38 épisodes de 44 minutes diffusée entre le 30 janvier 2017 et le 13 décembre 2021 sur le réseau SVT et dans le reste du monde sur Netflix.

## Synopsis
Lisa et Patrik ont quitté leurs conjoints respectifs, Martin et Katja, et forment désormais un nouveau couple, partageant la garde des enfants : Bianca, Eddie et William. 
Si Katja vit relativement bien sa séparation d'avec Patrik, Martin, qui est retourné vivre chez sa mère, accepte mal de ne plus être marié avec Lisa.
Tous, adultes et enfants, vont adapter tant bien que mal leur mode de vie.

## Distribution

### Acteurs principaux
- Vera Vitali (sv) (VF : Audrey D'Hulstère) (1re voix), (VF : Nathalie Bienaimé) (2e voix) : Lisa
- Erik Johansson (sv) (VF : Sébastien Hébrant) (1re voix), (VF : Guillaume Lebon) (2e voix) : Patrik
- Petra Mede (saisons 1 à 3) (VF : Marie Diot) (2e voix) / Emma Peters (saison 4) : Katja
- Fredrik Hallgren (VF : Jérémy Bardeau) (2e voix) : Martin
- Frank Dorsin (sv) (VF : Fanny Bloc) (2e voix) : Eddie
- Amanda Lindh (VF : Camille Donda) (2e voix) : Bianca
- Jacob Lundqvist (VF : Gwenaelle Jegou) (2e voix) : William

### Acteurs récurrents
- Marianne Mörck (sv) (VF : Françoise Pavy) (2e voix) : Birgitta
- Barbro Svensson : Gugge (saisons 1 et 2)
- Ann Petrén (VF : Carine Seront) (1re voix), (VF : Marie Madeleine Burguet Le Doze) (2e voix) : Ylva, psychothérapeute
- Johan Ulveson (sv) (VF : Jean-Marc Delhausse) (1re voix), (VF : Gabriel Le Doze) (2e voix) : Jan, psychothérapeute
- Niklas Engdahl (sv) (VF : David Gozlan) (2e voix) : Henrik
- Leo Razzak (sv) (VF : Olivier Augrond) (2e voix) : Sebastian
- Martin Luuk (VF : Fabien Jacquelin) (2e voix) : Filip Kron
- Ida Engvoll : Therese
- Felix Engström (sv) : Micael Schmidt

### Version française
- Société de doublage : Cinéphase (saisons 2-4)
- Direction artistique : Julie Elmaleh (saisons 2-4)
- Adaptation des dialogues : Sandra Dumontier (saison 2-3) ; Chantal Macé (saison 2) ; Melody Das Neves (saison 2) ; Sylvie Abou Isaac (saison 3).

 Source et légende : version française (VF) sur RS Doublage

## Épisodes
Chaque saison compte dix épisodes, sans titre.

## Film
Un film, Länge leve bonusfamiljen (sv), sort en salles de cinéma suédoises le 2 décembre 2022, dont l'action reprend 10 mois après la finale de la quatrième saison. Le film est aussi disponible sur Netflix mais n'a pas été doublé, et seuls les sous-titres en anglais sont accessibles.

## Adaptations
En février 2018, le pilote d'une adaptation américaine de la série a été commandée par ABC sous le titre Steps, mais le pilote n'a pas convaincu la chaîne.
La Tribu, mini-série télévisée franco-belge diffusée en 2023-2024.